# مارلينا دو سوزا تشاوي
مارلينا دو سوزا شاوي (بالإنجليزية: Marilena de Souza Chaui) (من مواليد 4 سبتمبر 1941) هي فيلسوفة برازيلية وأستاذة الفلسفة الحديثة في جامعة ساو باولو. تعمل باحثة لدى باروخ سبينوزا وموريس ميرلو بونتي. تشاوي هي أحد الأعضاء المؤسسين لحزب العمال والنقد الحاد للنموذج الرأسمالي.

## حياتها
تعمل تشاوي كأستاذة الفلسفة السياسية وتاريخ الفلسفة الحديثة في جامعة ساو باولو، وحصلت على درجة الماجستير في عام 1967، ثم حصلت على درجة الدكتوراه عام 1971 مع مقال "مقدمة في القراءة لسبينوزا"، تحت إشراف البروفيسور جيلدا دي ميلو إي سوزا روشا. في عام 1977، درست الفلسفة في جامعة ساو باولو.
اختير كتابها ما هو الايديولوجيا؟ من قبل وزارة التعليم والثقافة في البرازيل ككتاب إلزامي في المدارس العامة، لتصبح أكثر الكتب مبيعًا مع أكثر من مائة ألف نسخة بيعت. شغلت تشاوي منصب وزير الثقافة في ساو باولو من 1989 إلى 1992 أثناء وزارة لويزا إيروندينا (1988-1992). وفي عام 2013، خلال إصدار كتاب "10 سنوات من الحكومة ما بعد الليبرالية في البرازيل: لولا وديلما"، تلقت مارلينا استقبالًا سلبيًا عندما تحدثت خلال خطابها: "لأنني أكره الطبقة الوسطى. يتمثل التأخير في الحياة في تلك الطبقة الغبية، أخرجت تلك الطبقة لنا أكثر الإرهابيين رجعية، والمحافظين، والجاهلين، والمغرورين، والمتعجرفين ... الطبقة الوسطى هي رجس سياسي، لأنها فاشية، كما أنها مكروهة أخلاقيًا لأنها عنيفة، إنها رجس إدراكي ... "
وقد اتهمها البعض بأنها تحرض على الكراهية واستخدام العديد من المصطلحات المهينة ضد جزء من السكان، لا سيما الطبقة الوسطى باعتبارها رجعية للغاية، في حين أشاد بها الرئيس الحالي ديلما روسيف ولويس إيناسيو لولا دا سيلفا وسط انتقادات شعبية من الطبقة الوسطى البرازيلية.

## عائلتها
تشاوي هي ابنة الصحفي نيكولاس ألبرتو تشاوي من أصل عربي، والمعلمة لورا دي سوزا تشاوي. تزوجت تشاوي من الصحفي خوسيه أوجوستو دي ماتوس برلينك، الذي كان معه ولدان - ويليام جوزيف ولوسيانا. تشاوي الآن متزوجة من مايكل هول، وهو مؤرخ وأستاذ في جامعة محافظة كامبيناس.

## مؤلفاتها المُختارة
- ما هي الايدولوجيا؟
- كتابات جامعية
- الثقافة والديمقراطية: الخطاب المختص والخطب الأخرى
- من واقع دون غموض إلى سر العالم: سبينوز وفولتير وميرلو بونتي
- سبينوزا والسياسة في سبينوزا
- قمع جنسي
- البرازيل: أسطورة التأسيس والمجتمع الاستبدادي
- مقدمة لتاريخ الفلسفة
- دعوة للفلسفة
- المواطنة الثقافية

## روابط خارجية
- Marilena Chauí's webpage at FFLCH-USP